# Borja (prowincja Saragossa)
Borja – gmina w Hiszpanii, w prowincji Saragossa, w Aragonii, o powierzchni 107,29 km². W 2011 roku gmina liczyła 5057 mieszkańców.